# Стукалов, Олег Константинович
Олег Константинович Стукалов (21 июня 1940, Баку — 21 декабря 2021, Киев) — советский и украинский архитектор, художник, монументалист, автор книг по архитектуре. Действительный член Академии архитектуры Украины, член Союза архитекторов Украины (1973), Союза художников Украины (2013), Заслуженный архитектор УССР (1991). Член Комитета по Государственной премии Украины в области архитектуры (с 2002). Член художественного совета Министерства культуры Украины. Умер 21 декабря 2021 года в Киеве.

## Биография
Закончил Киевский государственный художественный институт, мастерская профессора Владимира Заболотного, 1963. Автор общественных центров и зданий в Киеве, Каменском, Славутиче, индивидуальных жилых домов в Киеве, Конча-Заспе, Пуща-Водице и др., многочисленных монументов, памятников, мемориальных досок.
Умер 21 декабря 2021 года. Похоронен на центральной аллее Байкового кладбища вместе с семьей (участок № 52а).

## Архитектура

### Здания
- Гостиница «Лыбедь», площадь Победы, г. Киев (в соавторстве с Натальей Чмутиной, Аллой Анищенко, Юрием Чеканюком, 1970).[2]
- Магазин «Дом мебели», бул. Дружбы народов, г. Киев (в соавторстве с Натальей Чмутиной, Юрием Чеканюком, 1984).[3]
- Музей «Партизанской искры», с. Крымка Первомайского района Николаевской области (в соавторстве, 1985).
- Церковь великомученика Георгия Победоносца на территории Центрального госпиталя МВД Украины, ул. Бердичевская, г. Киев (2000).
- Главный вход в Голосеевский парк имени Максима Рыльского, г. Киев (2003—2005).

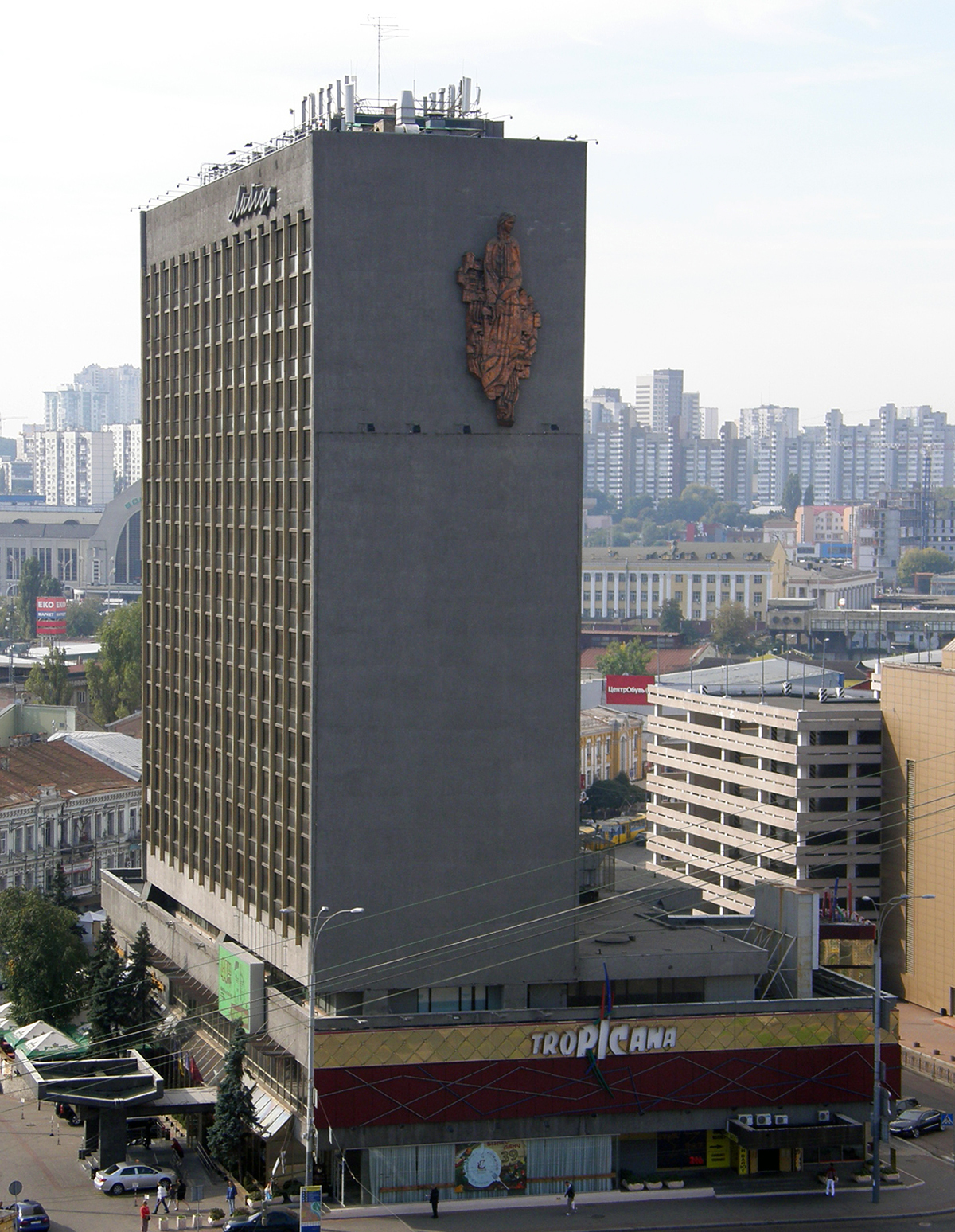
Гостиница «Лыбедь»
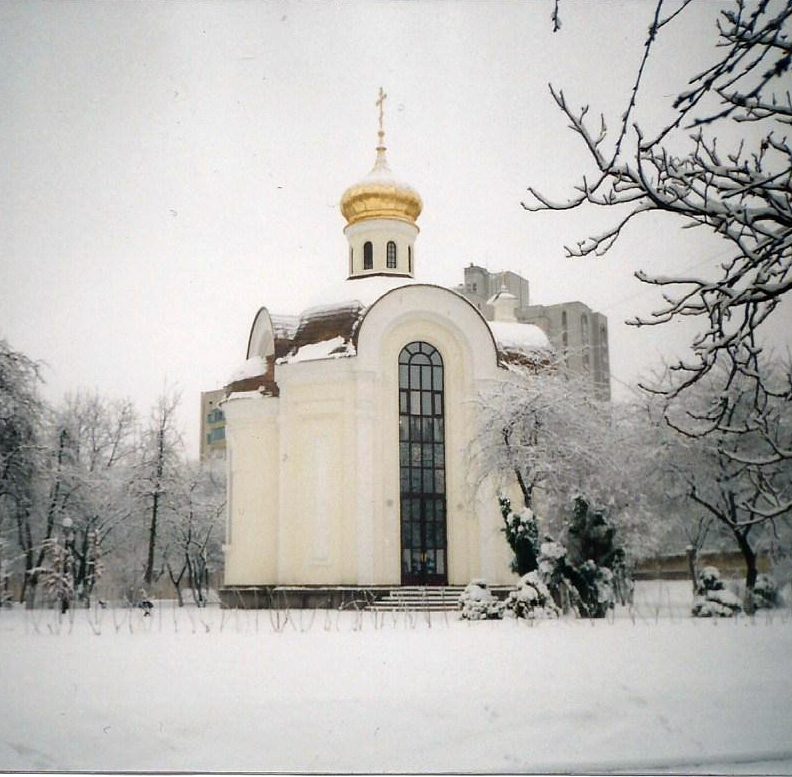
Церковь Георгия Победоносца
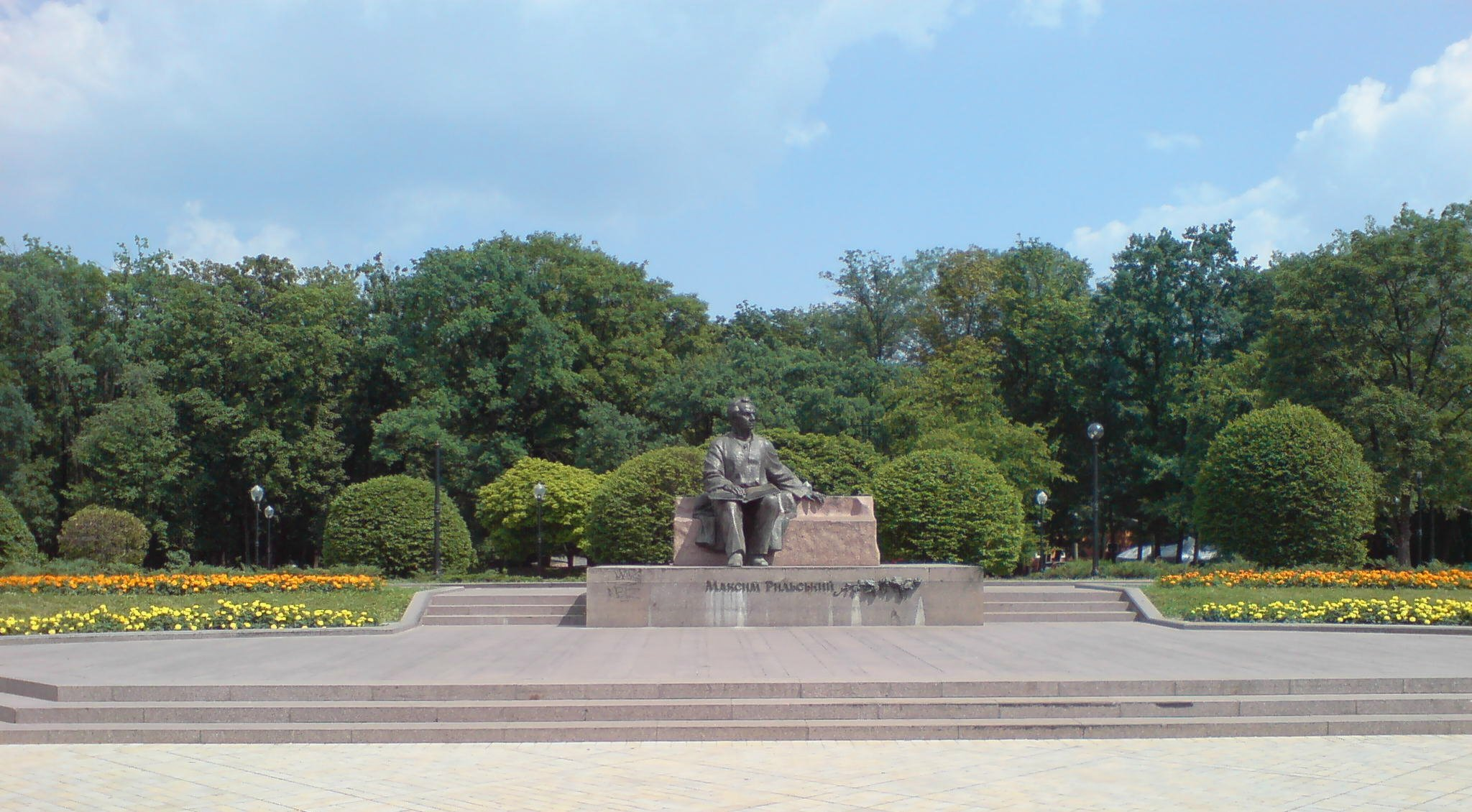
Памятник М. Рыльскому, главный вход в Голосеевский парк

### Памятники и монументы
- Курган Бессмертия, Парк «Победа», г. Киев (в соавторстве с А. А. Сницаревым, 1967).
- Мемориальный комплекс в честь советских воинов-освободителей, г. Мелитополь (в соавторстве с А. А. Сницаревым, скульпторы Михаил Грицюк, Юлий Синькевич, Анатолий Фуженко, 1967, реконструкция 1973).
- Памятник «Украина-освободителям», г. Ужгород (в соавторстве с А. А. Сницаревым, скульпторы Валентин Зноба и Иван Зноба, 1970).
- Памятник трем штурмам Перекопа, г. Красноперекопск (в соавторстве с А. А. Сницаревым, скульпторы Михаил Грицюк, Юлий Синькевич, 1971).[4]
- Мемориал Славы, городской парк, г. Борисполь (скульптор Борис Никончук, 1975).
- Памятник погибшим воинам, ПГТ Ворзель (скульптор Е. О. Карпов, 1977).
- Мемориал погибшим в годы ВОВ броварчанам, г. Бровары (скульптор Ида Копайгоренко, 1980).
- Мемориал памяти воинов ВОВ, г. Обухов.
- Памятник рабочим, инженерно-техническим работникам и служащим трамвайного депо, погибшим в Великой Отечественной войне, Лукьяновская площадь, г. Киев (скульптор Наталия Дерегус, 1981).
- Надгробный памятник Виктору Глушкову, Байково кладбище, г. Киев (скульптор Валентин Зноба, 1983).
- Надгробный памятник Сергею Гусовскому, Байково кладбище, г. Киев (скульптор Валентин Зноба, 1984).
- Надгробный памятник Николаю Бажану, Байково кладбище, г. Киев (скульптор Иван Макогон, 1984).
- Мемориал жертвам Второй мировой войны, г. Канев (скульптор С. Мороз-Усенко, 1985).
- Памятник погибшим студентам Белоцерковского аграрного университета, Соборная площадь, г. Белая Церковь (скульпторы В. С. Гуецкий, Б. Лежен, 1985).
- Памятник Бояну, площадь 700-летия Черкасс, г. Черкассы (скульптор А. В. Кущ, 1987).
- Памятник Н. Ф. Беляшевскому, возле Национального художественного музея Украины, ул. М. Грушевского, 6, г. Киев (скульптор Анатолий Кущ, 1987).
- Надгробный памятник Алексею Федорову, Байково кладбище, г. Киев (скульптор Александр Ковалёв, 1990).
- Памятники Александру Пушкину, Адаму Мицкевичу, Владимиру Маяковскому, Лесе Украинке на территории Гурзуфского парка, ПГТ Гурзуф (1990).
- Мемориал жертвам фашизма «Хорольская яма», г. Хорол (в соавторстве с А. А. Сницаревым, Юрием Чеканюком, скульпторы Михаил Грицюк, Юлий Синькевич, 1991).[5]
- Памятник Тарасу Шевченко возле ДК «Прометей», г. Бурштын Ивано-Франковской области (скульптор Анатолий Кущ, 1994).[6]
- Памятник гетману Ивану Мазепе, Львовская область (скульптор Наталия Дерегус, 1995).
- Памятник Тарасу Шевченко перед зданием Восточноевропейского национального университета, г. Луцк (в соавторстве с Андрошем Бидзилей, скульптор Эдвар Кунцевич, 1995).[7]
- Монумент Независимости Украины, Майдан Незалежности, г. Киев (в соавторстве с Сергеем Бабушкиным, Александром Комаровским, Р. И. Кухаренко, скульптор Анатолий Кущ, 2001).
- Памятник-фонтан легендарным основателям Киева, Майдан Незалежности, г. Киев (в соавторстве с Сергеем Бабушкиным, Александром Комаровским, Р. И. Кухаренко, скульптор Анатолий Кущ, 2001).
- Памятник Максиму Рыльскому, Голосеевский парк, г. Киев (скульптор Пётр Остапенко, 2003).
- Памятник «Чернобыль. Боль и память вечная» к 25-летию Чернобыльской катастрофы, Голосеевский проспект, г. Киев (2011).
- Памятник Филиппу Орлику, г. Киев (скульптор Анатолий Кущ, 2011).

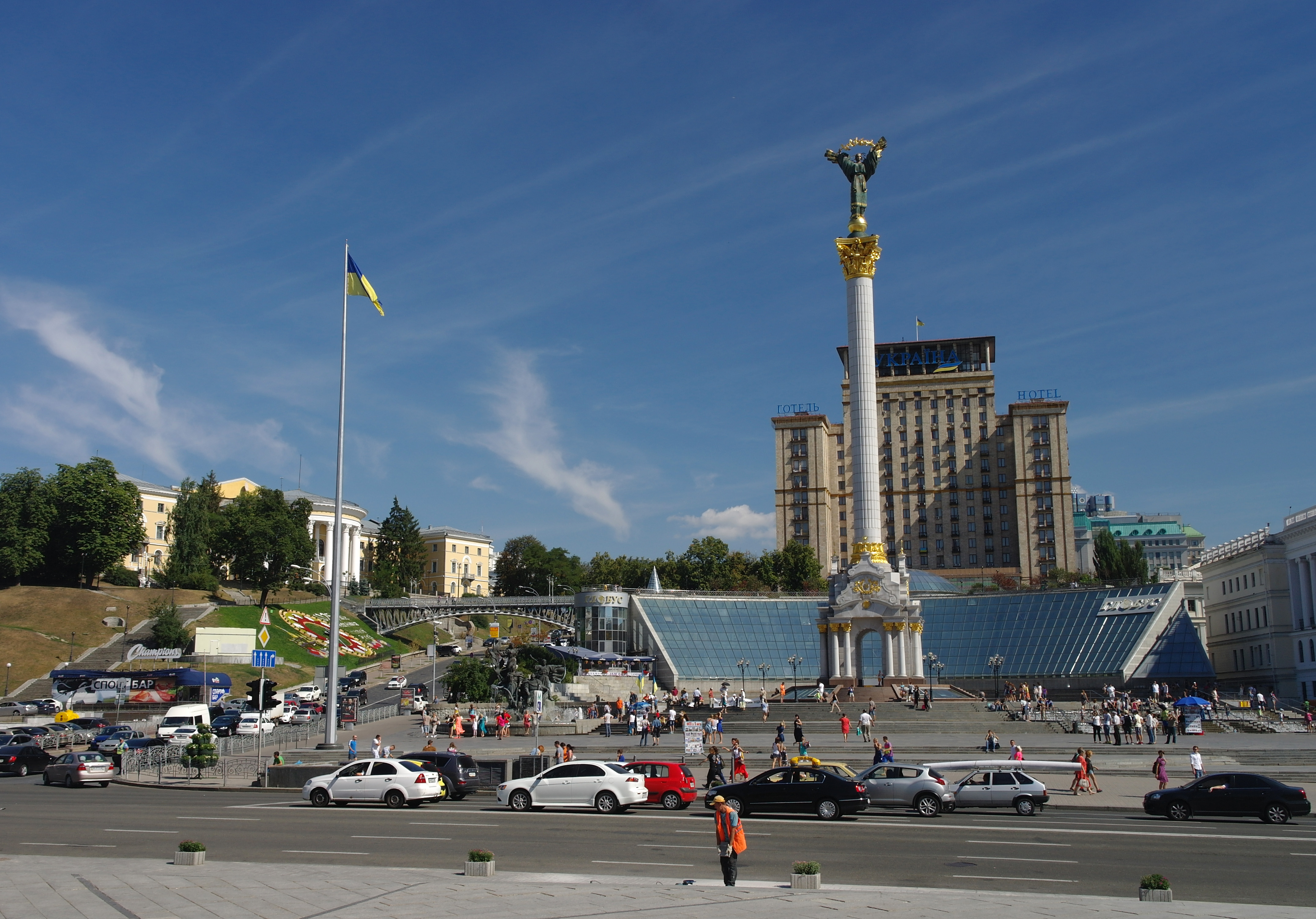
Монумент Независимости
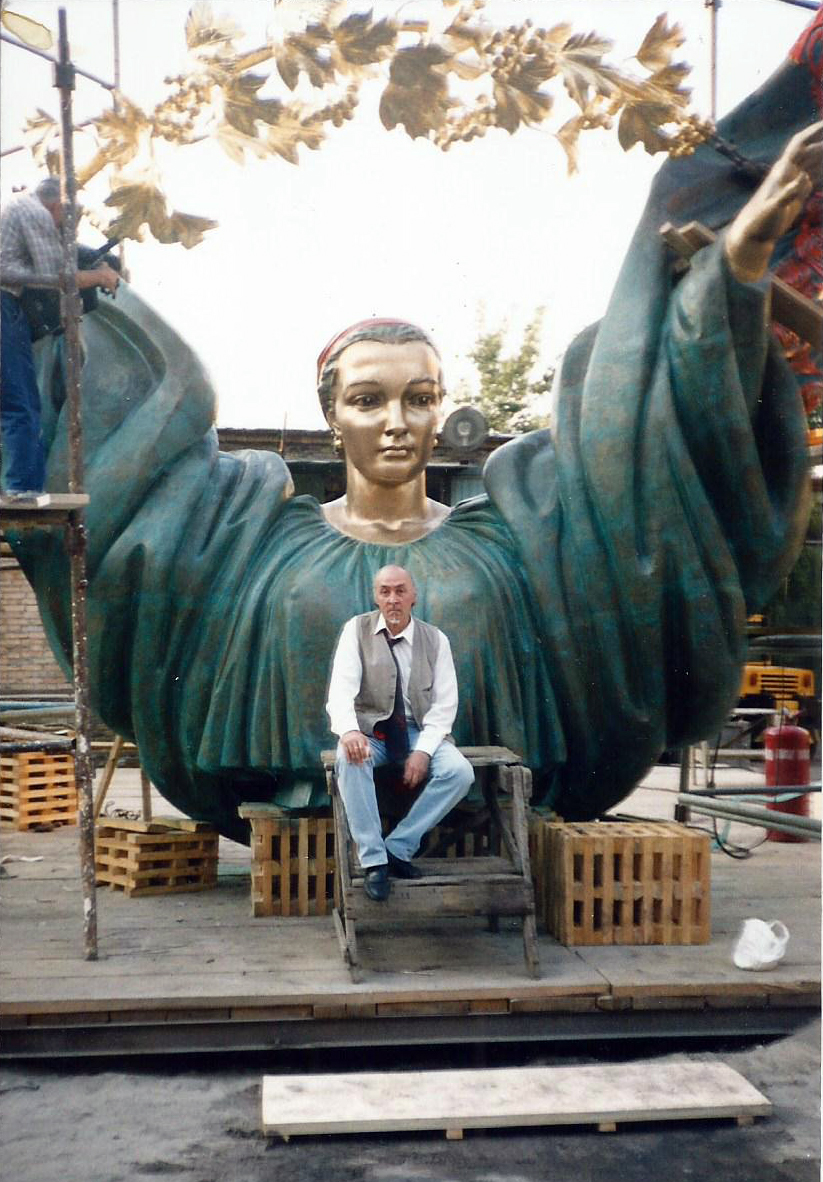
Строительная площадка Монумента Независимости во время монтажа скульптуры Берегини
Курган Бессмертия в парке «Победа»
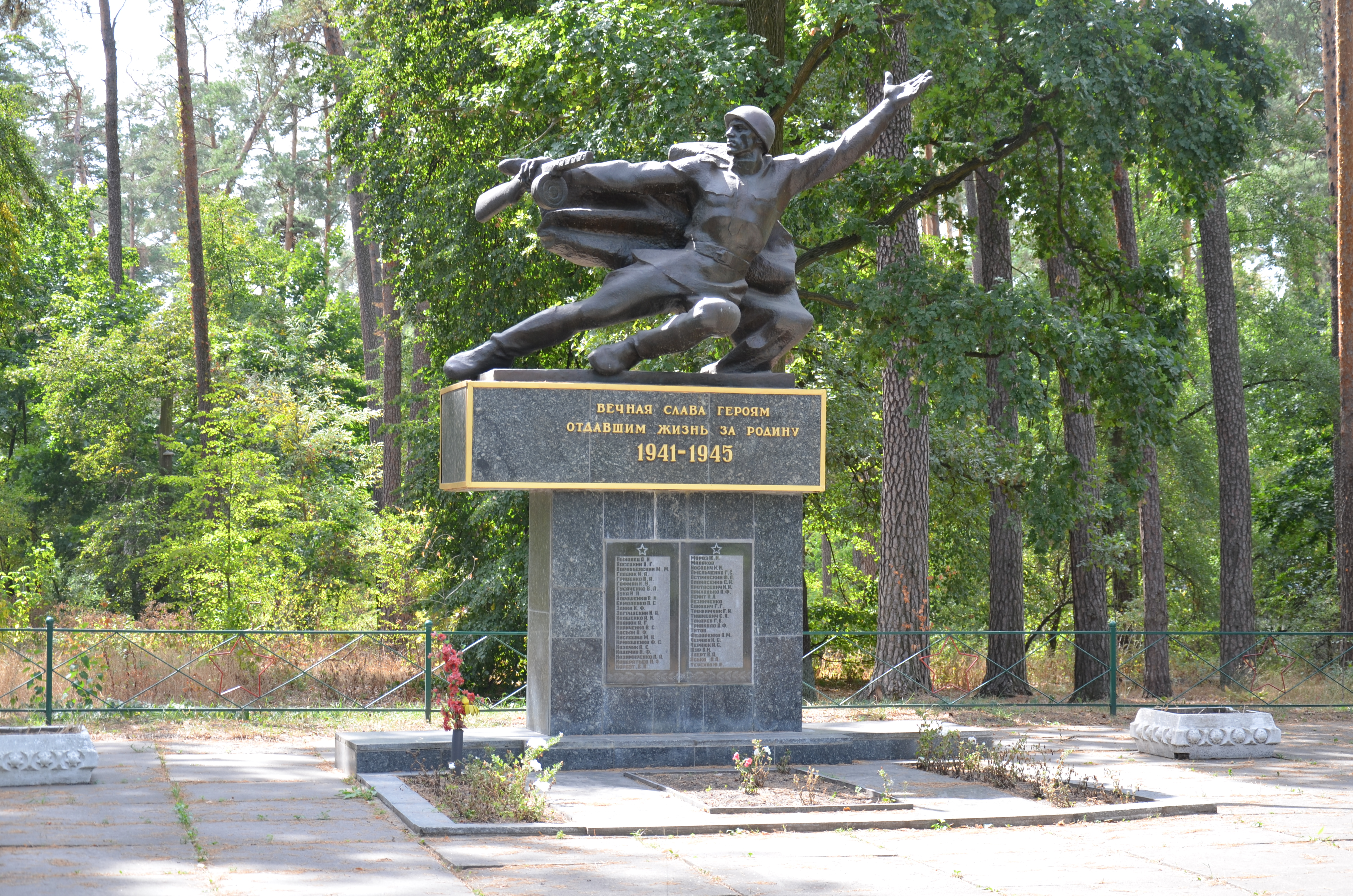
Памятник погибшим  воинам в Ворзеле
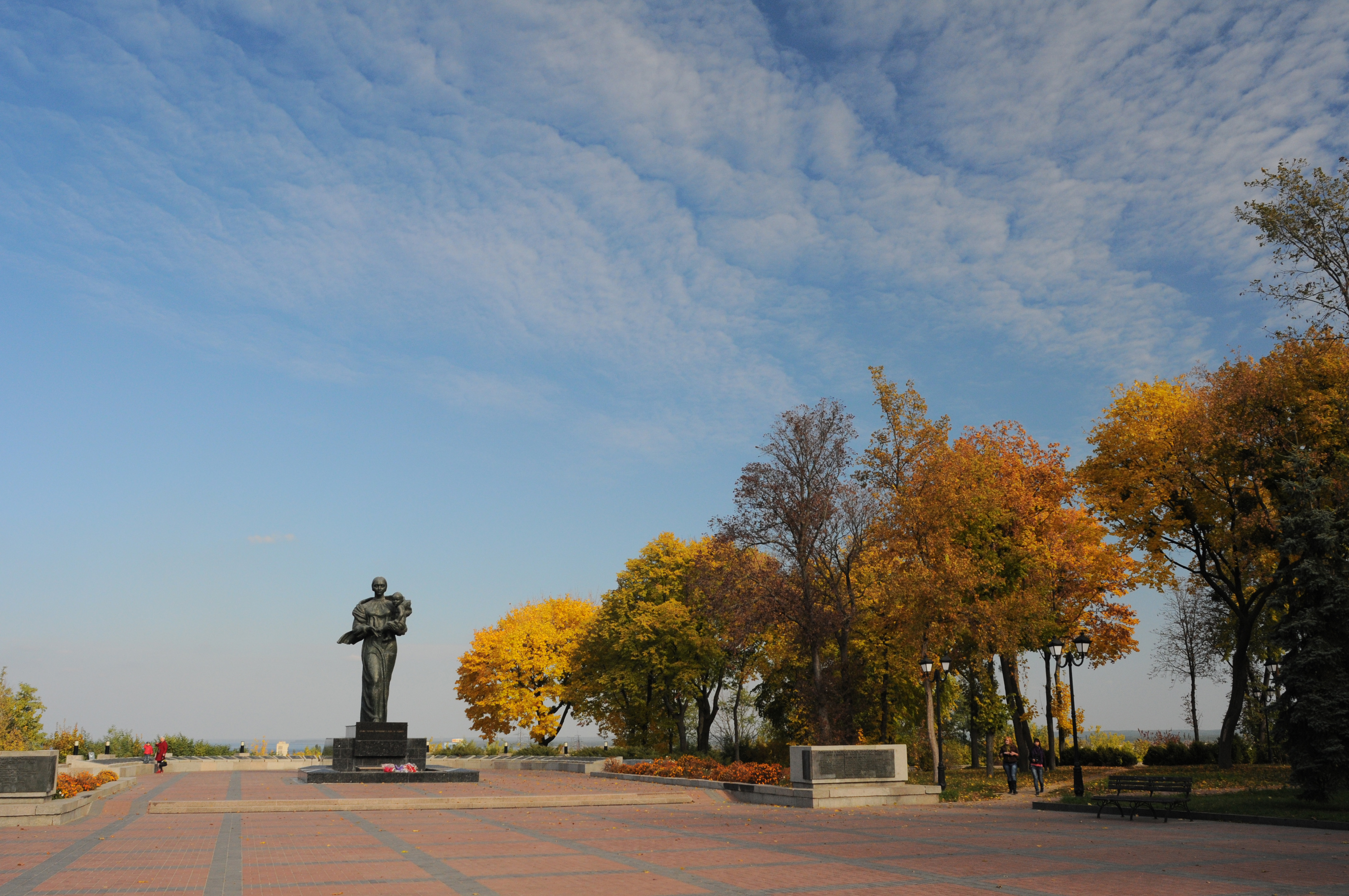
Мемориал жертвам Второй мировой войны в Каневе
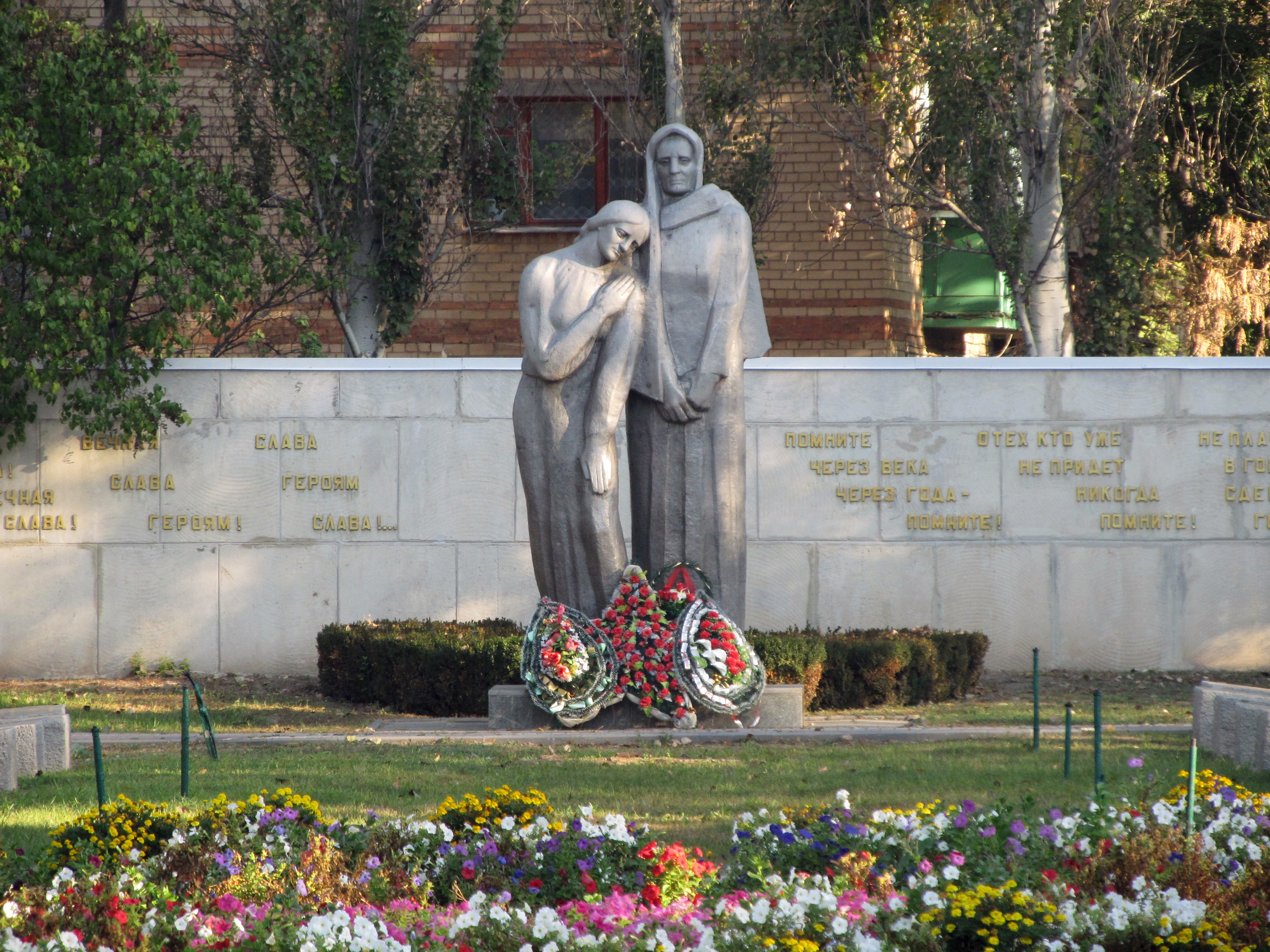
Скульптура «Скорбящая мать» на братском кладбище Мелитополя
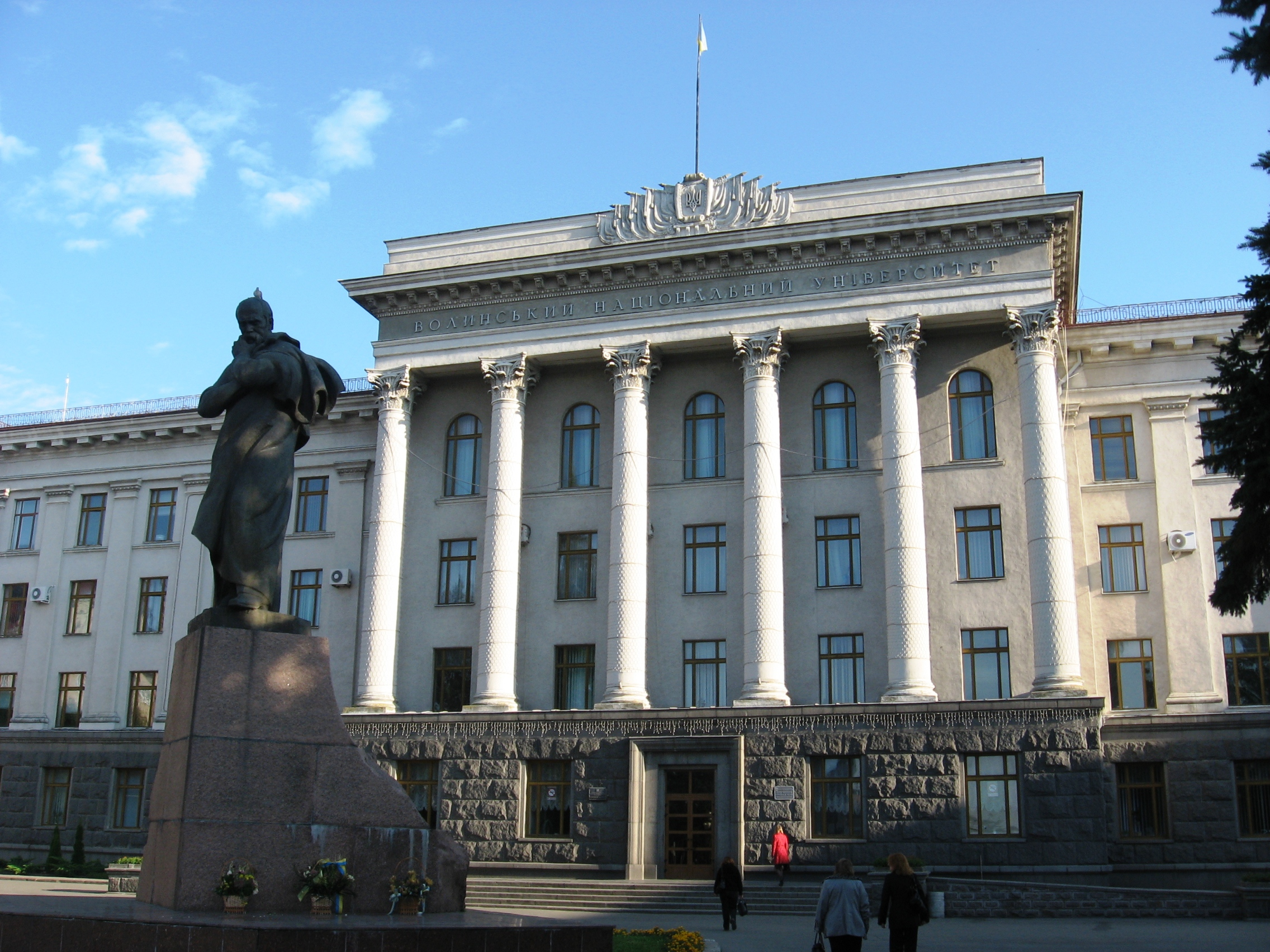
Памятник Тарасу Шевченко в Луцке
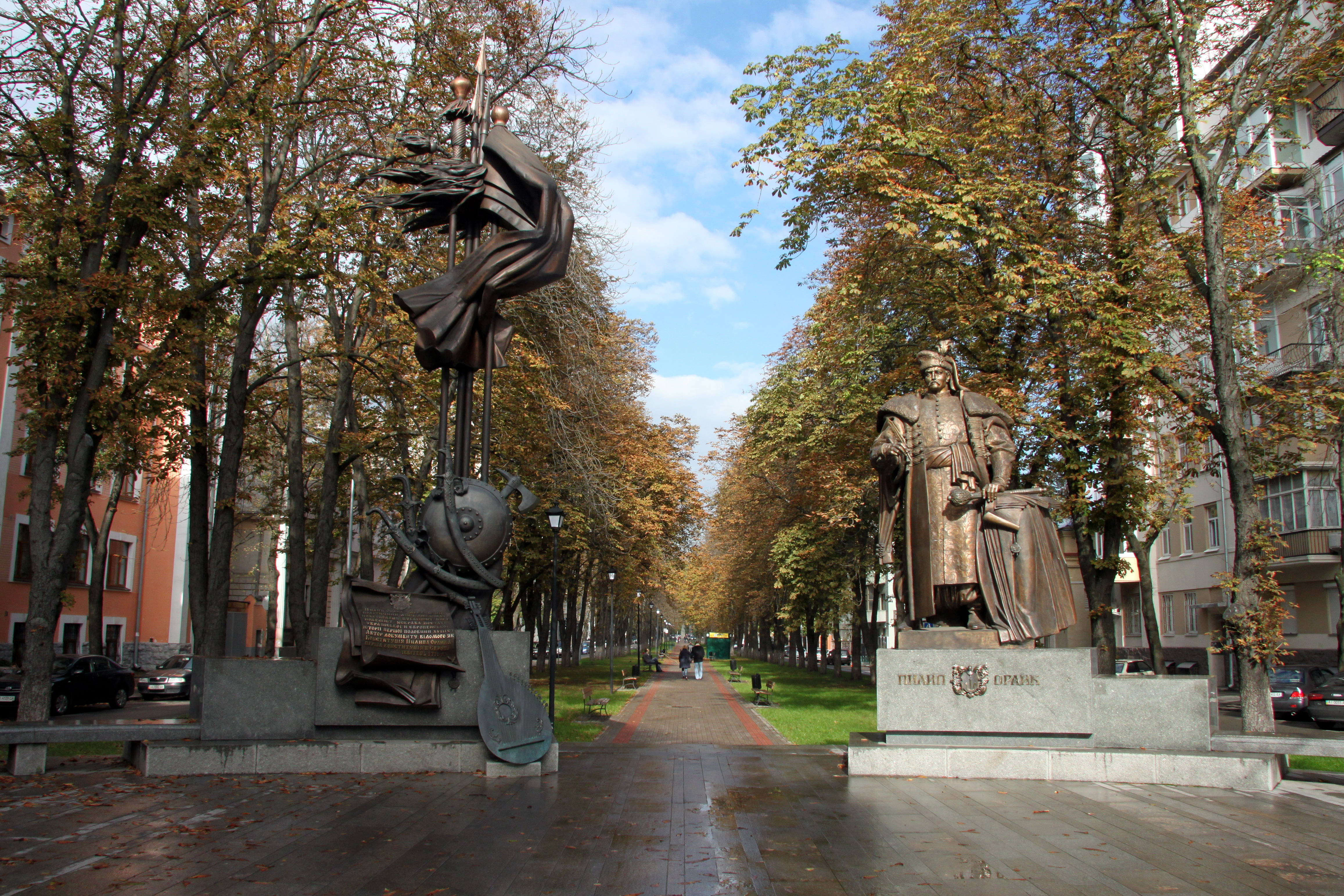
Памятник Филиппу Орлику в Киеве
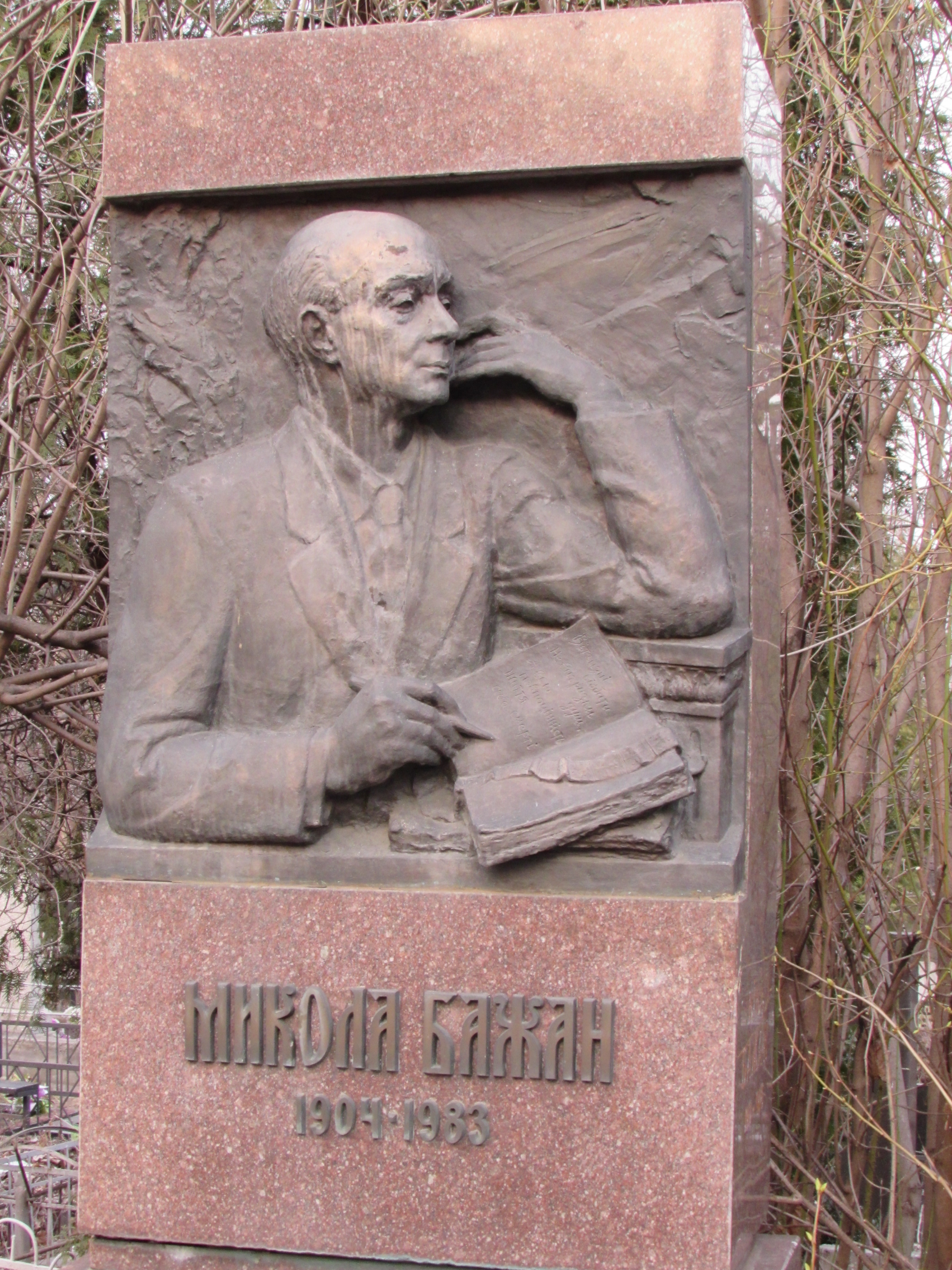
Надгробие Миколы Бажана
Надгробие Сергея Гусовского

### Мемориальные доски и памятные знаки
- Мемориальная доска Борису Лятошинскому, фасад дома писателей Ролит, ул. Богдана Хмельницкого, 68, г. Киев (скульптор А. Банников, 1969).
- Мемориальная доска Николаю Лысенко, ул. Саксаганского, 95, г. Киев (скульптор Наталия Дерегус, 1980).
- Мемориальная доска Константину Хохлову, фасад театра русской драмы имени Леси Украинки, улица Богдана Хмельницкого, 5, г. Киев. (скульптор Наталия Дерегус, 1981).
- Мемориальная доска М. П. Бажану, ул. Терещенковская, 5, г. Киев (скульптор Иван Макогон, 1984).
- Памятный знак Петру Чайковскому, НМАУ, ул. Архитектора Городецкого, 1/3, г. Киев (скульптор Пётр Остапенко, 1987).
- Мемориальная доска Игорю Сикорскому, ул. Ярославов Вал, 15-Б, г. Киев (скульптор Анатолий Кущ, 1989).
- Мемориальная доска Евгению Плужнику, ул. Прорезная, 18/1, м. Київ (скульптор А. И. Чоботар, 1992).
- Мемориальная доска Юлию Мейтусу, ул. Большая Житомирская, 8/14, г. Киев (скульптор Е. О. Карпов, 1997).
- Памятный знак Михаилу Максимовичу, научная библиотека им. М. Максимовича, ул. Владимирская, 58, г. Киев (скульптор Р. М. Русин, 2001).
- Мемориальная доска Александру Довженко, Бисмаркштрассе, 69, г. Берлин (скульптор Р. М. Русин, 2001).
- Мемориальная доска Сергею Ефремову, бул. Тараса Шевченко, 14, г. Киев (скульптор Р. М. Русин, 2001).

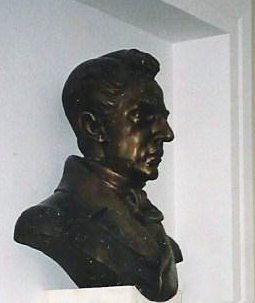
Памятный знак М. А. Максимовичу в научной библиотеке КНУ
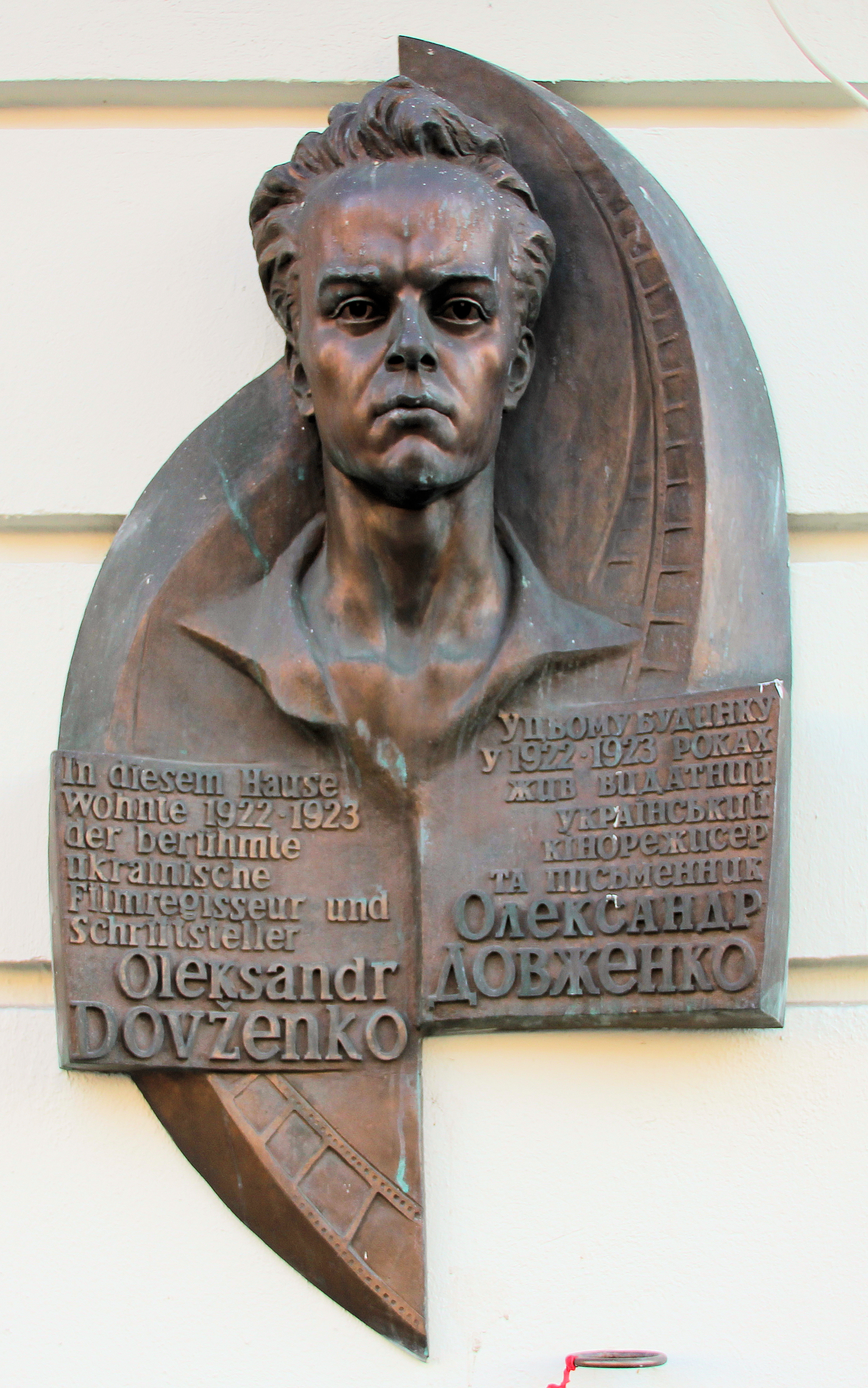
Мемориальная доска Александру Довженко в Берлине

## Живопись
Олег Стукалов с 1956 года занимается пейзажной живописью, графикой, принимает участие в выставках творческих союзов и Фонда культуры Украины. Среди работ пейзажи Украины («Софиевка»), Италии («Форумы Рима»), Франции («Сад Ренуара», «Осень в Париже»), Португалии, Германии («Немецкий парк»), Дании, России («Старый парк»). Картины Стукалова представлены во многих частных коллекциях на Украине и за границей, в собрании Союза художников Украины.

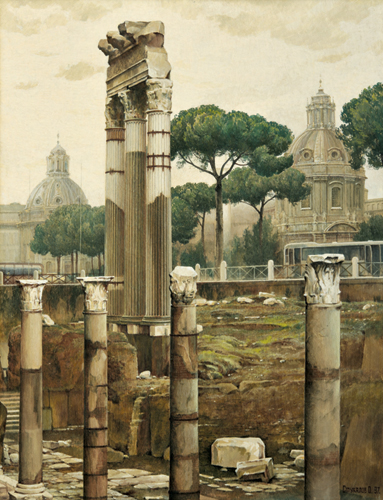
О. К. Стукалов. Форумы Рима. 1997
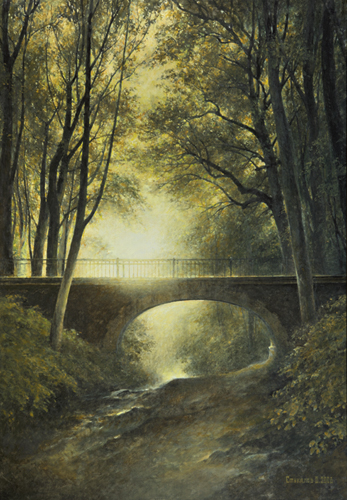
О. К. Стукалов. Старый парк. 2008
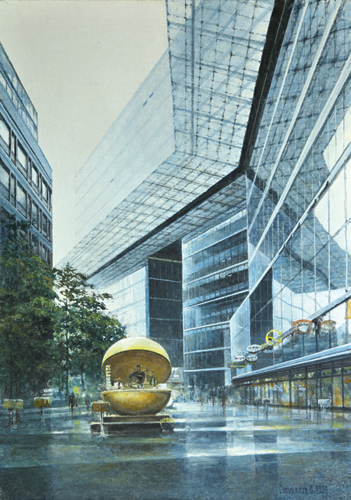
О. К. Стукалов. Современный Берлин. 2009

## Книги
- Калиниченко А. П., Стукалов О. К. Домашний очаг. — К.: Реклама, 1986. — 208 с.
- Стукалов О. К. Благоустройство усадьбы. — К.: Урожай, 1991. — 168 с. (изд. 2-е: 1993; изд. 3-е: 1995)
- Стукалов О. К. Садовий будинок. — К.: Урожай, 1991. — 208 с.укр.
- Олег Стукалов. Каталог. — К.: BX[студио], 2012.

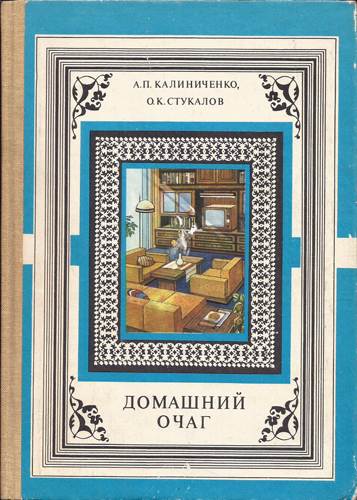
А. Калиниченко, О. Стукалов "Домашний очаг". 1986
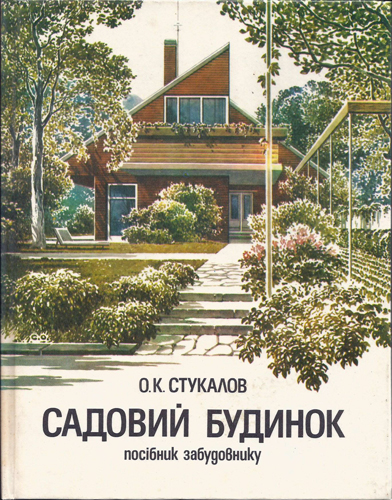
О. Стукалов "Садовий будинок". 1991
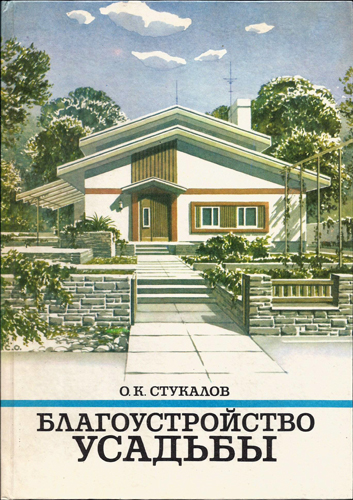
О. Стукалов "Благоустройство усадьбы". 1991
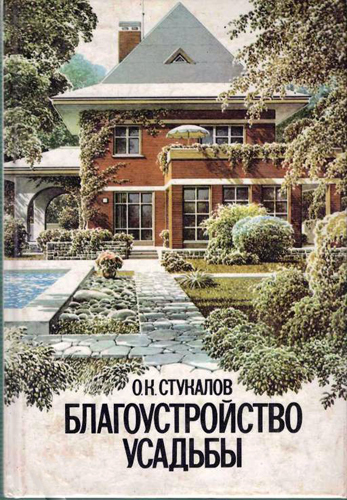
О. Стукалов "Благоустройство усадьбы". 2-е изд., 1993
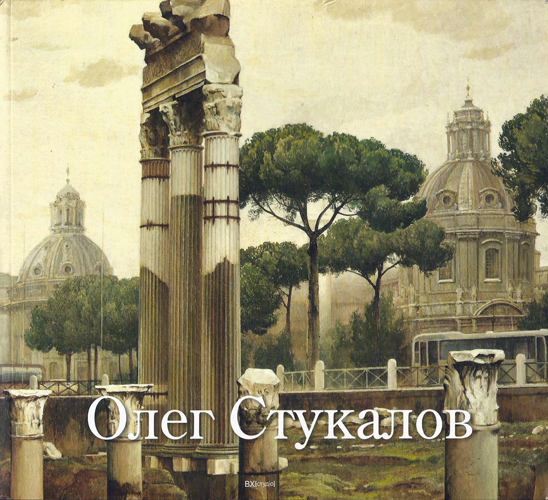
О. Стукалов. Каталог. 2012

## Персональные выставки
- 1972 — Союз Архитекторов УРСР, г. Киев
- 2006 — Украинский фонд культуры, г. Киев
- 2006 — Выставочный зал Киевской организации Союза художников Украины, г. Киев
- 2009 — Союз Архитекторов Украины, г. Киев
- 2012 — Выставочный зал Киевской организации Союза художников Украины, г. Киев
- 2016 — Nielsen Salonen, г. Копенгаген, Дания